# 2-Butin
A 2-butin (dimetilacetilén vagy krotonilén) az alkinek közé tartozó szerves vegyület, képlete CH3C≡CCH3. Színtelen, illékony, szúrós szagú, szobahőmérsékleten folyékony halmazállapotú anyag. Mesterségesen állítják elő. Nem ismert, hogy fedő vagy nyitott állása az alapállapot, de az igen, hogy nagy pontosságú Raman-spektroszkópiára van szükség ennek meghatározásához.

## Lásd még
- 1-butin, a 2-butin geometriai izomerje

## Fordítás
Ez a szócikk részben vagy egészben a 2-butyne című angol Wikipédia-szócikk ezen változatának fordításán alapul.  Az eredeti cikk szerkesztőit annak laptörténete sorolja fel. Ez a jelzés csupán a megfogalmazás eredetét és a szerzői jogokat jelzi, nem szolgál a cikkben szereplő információk forrásmegjelöléseként.